# Шолтоая
Шолтоая (рум. Şoltoaia) — село в Фалештском районе Молдавии. Наряду с сёлами Новый Чолак, Старый Чолак, Фэгэдэу и Покровка входит в состав коммуны Новый Чолак.

## География
Село расположено на высоте 75 метров над уровнем моря.

## Население
По данным переписи населения 2004 года, в селе Шолтоая проживает 263 человека (125 мужчин, 138 женщин).
Этнический состав села:
| Национальность | Число жителей | Процентный состав |
| -------------- | ------------- | ----------------- |
| молдаване      | 223           | 84,79             |
| украинцы       | 39            | 14,83             |
| русские        | 1             | 0,38              |
| Всего          | 263           | 100 %             |